# Лепсе (завод)
АО «Электромашиностроительный завод «ЛЕПСЕ» — российское промышленное предприятие оборонного комплекса по изготовлению электрооборудования, электроагрегатов и электроаппаратуры. 

## История

### Советский период
Истоки завода Лепсе начинаются в Москве, где в 1923 году было создано акционерное общество «Электроэксплуатация». Предприятие занималось новой для нашей страны отраслью – производством электромоторов малой мощности. Оборудование для завода закупалось в Германии. В 1929 году предприятию было присвоено имя скончавшегося председателя Союза металлистов Ивана Ивановича Лепсе.
Со временем завод наращивал выпуск продукции. К 1929 году была достигнута планка в 25 тысячи моторов. Затем, в начале 1930-х годов было сформировано заводское КБ. Начата разработка и производство флюгерных и авиамоторных генераторов, текстильных электромоторов. Помимо этого был отлажен выпуск генераторов постоянного тока и умформеров, что было особенно важно в эпоху развития радиосвязи, поскольку без них было бы невозможно питание радиостанций в самолетах, кораблях и танках. В 1928-1931 гг. предприятием руководил Михаил Давыдович Проскуровский.
В составе завода на 1935 год были цехи: малых машин; механо-сборочный; сборочный малых машин; опытный; электроширпотреба; инструментальный; отделы: планово-производственный; транспортный.
В предвоенные годы завод был практически единственным по разработке и производству электрооборудования для самолётов. На этом заводе велась разработка электрических механизмов т. н. дистанционного управления для высотного истребителя ВИ-100 (будущий Пе-2). Была образована конструкторская группа ДУ.

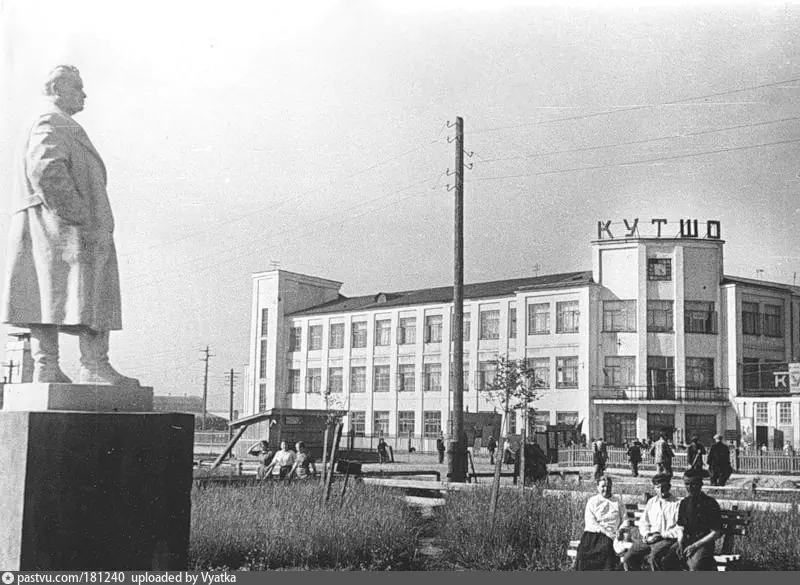
Историческое здание заводоуправления КУТШО

Тем временем в Кирове был создан комбинат учебно-технического школьного оборудования (КУТШО). К 1940 году комбинат был крупнейшим предприятием про производству учебно-технического школьного оборудования во всей Европе.
Именно комбинат стал базой для эвакуированных в годы Великой Отечественной войны заводов имени Лепсе и имени Дзержинского. В результате слияния был образован Объединенный завод № 266 (позже завод получит наименование наименование «п/я 233»). Датой основания нынешнего завода Лепсе, таким образом, считается 5 ноября 1941 года. Директором был назначен И. А. Дикарёв.

С марта 1942 года завод был запущен в полную силу. В годы войны здесь производилось электрооборудование для самолётов Пе-2 (первый советский самолет, полностью управляемый с помощью электромеханизмов) и Ла-5, магнето БСМ-14. Кроме того, выпускались литые корпуса гранат, системы освещения «Заря» и запчасти к ним по заказам ГАУ и НК ВМФ. Две трети сотрудников завода стали стахановцами, десять раз подряд заводу присуждалось Красное знамя Государственного Комитета Обороны.

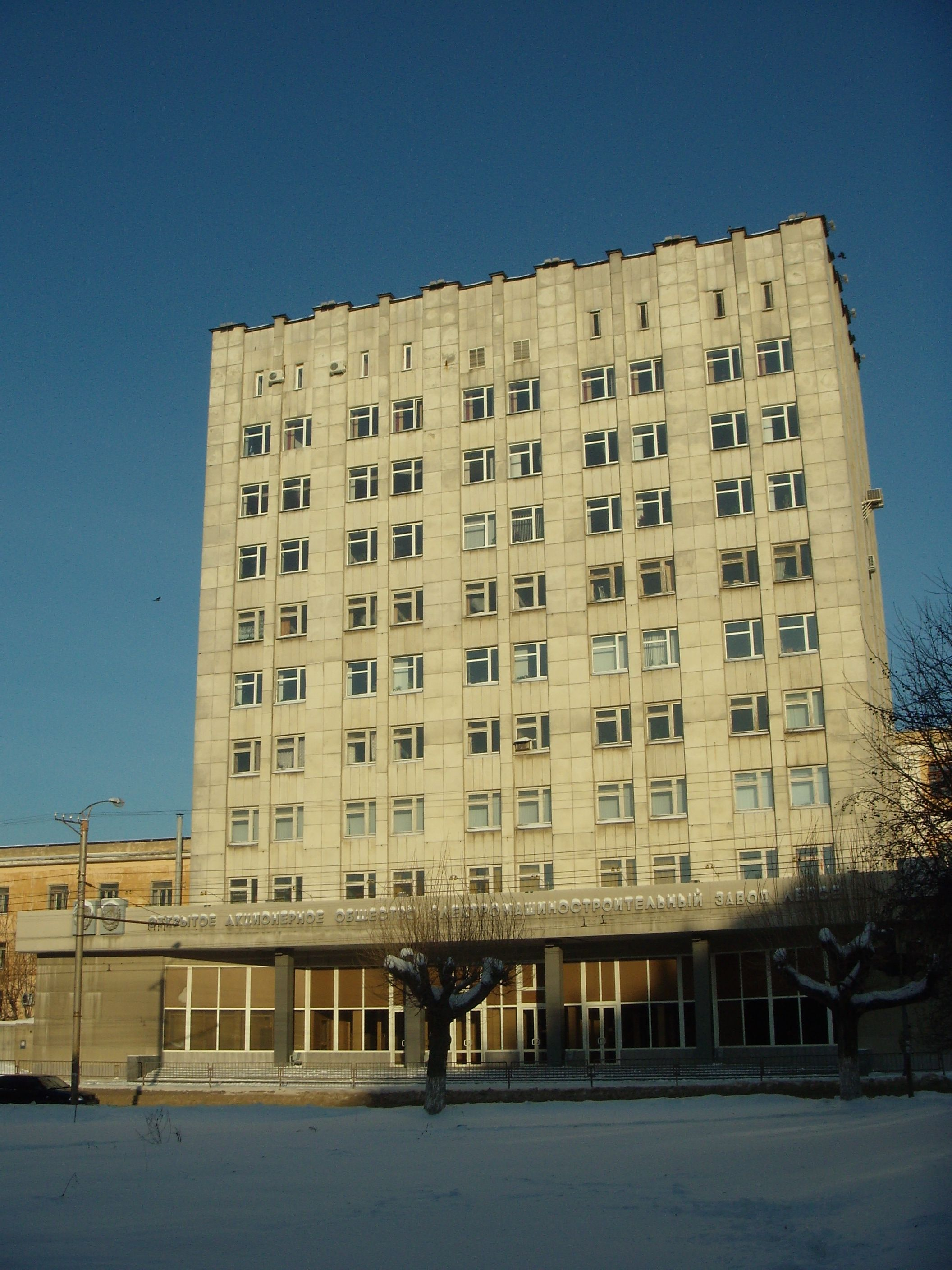
Современный административный корпус завода и проходная № 1

В 1944 году по инициативе руководства завода в Кирове открыт Кировский авиационный техникум, ставший базовым учебным заведением для завода имени Лепсе и завода № 32 («Авитек»).
За годы войны предприятие выпустило 60 тысяч магнето, 20 тысяч генераторов, 500 тысяч умформеров. Помимо этого завод ежедневно давал фронту 8 тысяч «лимонок». За трудовые подвиги в сентябре 1945 года указом Президиума Верховного Совета СССР завод имени Лепсе был награждён высшим орденом страны – орденом Ленина. 6 100 сотрудников завода получили медаль «За доблестный труд в Великой Отечественной войне 1941—1945 гг.». На фронтах Великой Отечественной погибло 124 заводчанина, в 1972 году на территории завода был установлен памятник воинам, погибшим в годы войны.
После войны программа по производству авиационного электрооборудования несколько сократилась. Начинается рост производства товаров народного потребления — электромоторов для текстильной промышленности, двигатели переменного тока мощностью 1,1 кВт, велодинамо, моторы для радиол, электрооборудование для автодизелей, радиаторов водяного охлаждения. 
С марта 1946 года завод был в ведении 4-го главного управления Министерства авиационной промышленности (с мая 1946 был во 2-м главном управлении). В 1957 г. завод как серийный передан в ведение Кировского СНХ РСФСР.
В 1955 году коллектив завода под представительством главного инженера Александра Саввича Большева задумался о необходимости увеличения количества техников и инженеров в городе для повышения технологического процесса на заводе. Для этого при заводе открылся Учебно-консультационный пункт Всесоюзного заочного энергетического института. Новый институт уже в 1957 году был реорганизован в Кировский филиал ВЗЭИ, ставший основой для политехнического факультета Вятского университета.

В 1950—1960-х годах для рабочих был полностью застроен кирпичными домами и теплофицирован микрорайон завода имени Лепсе. Все дороги микрорайона были заасфальтированы. Закончено строительство объектов социальной инфраструктуры — школ, детских садов, больниц.

Микрорайон завода имени Лепсе
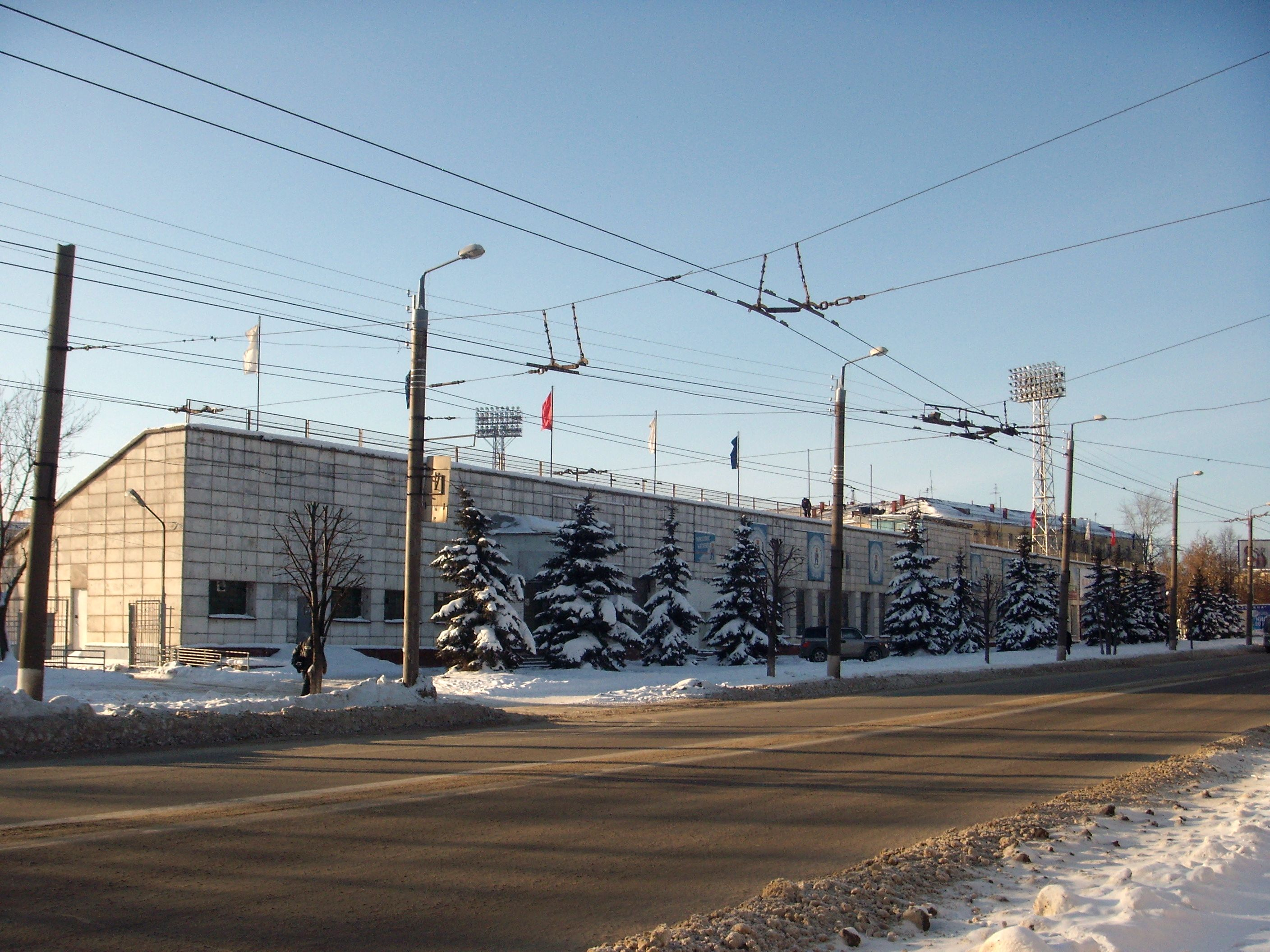
Стадион «Родина»
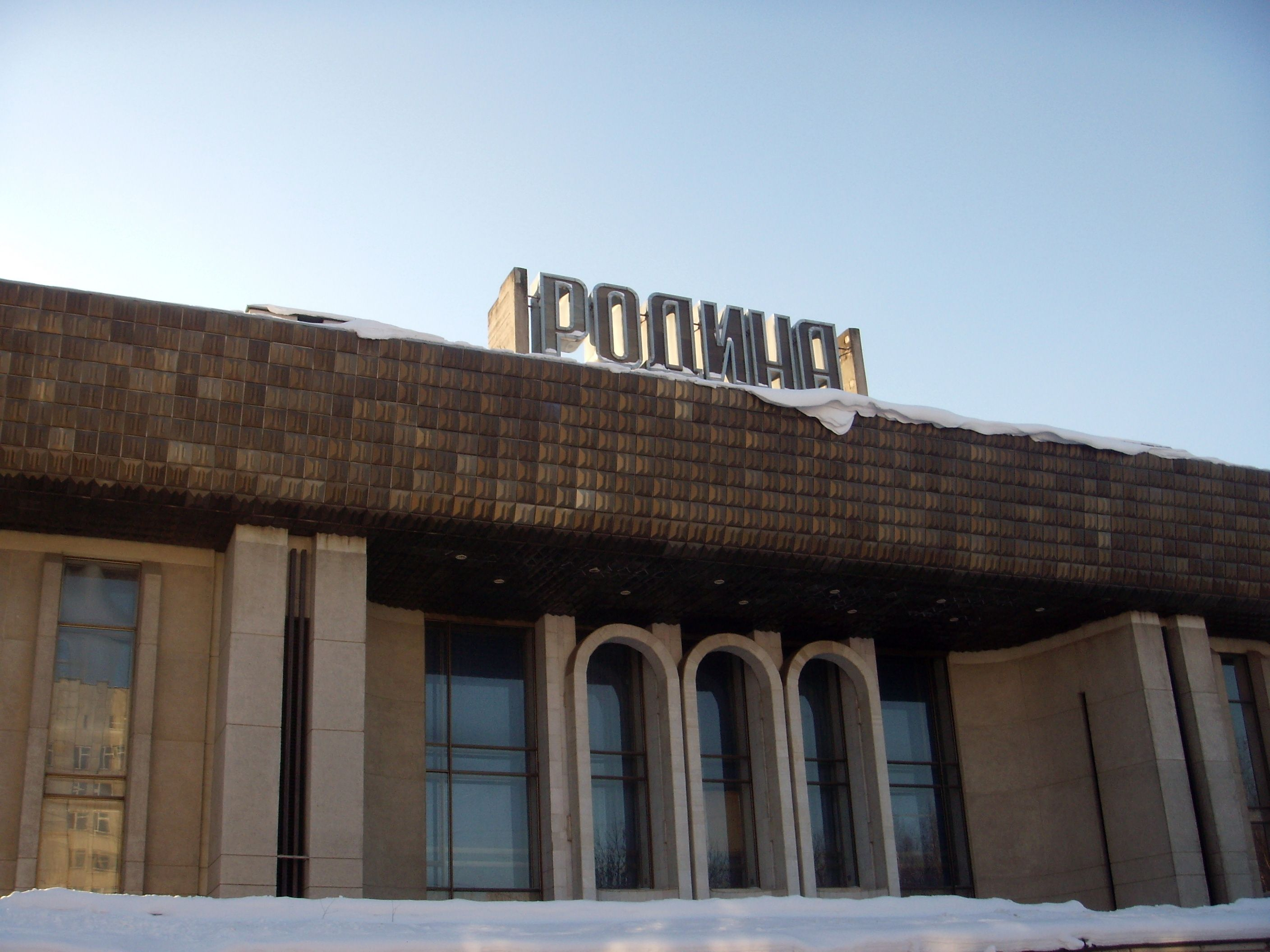
Дворец культуры «Родина»
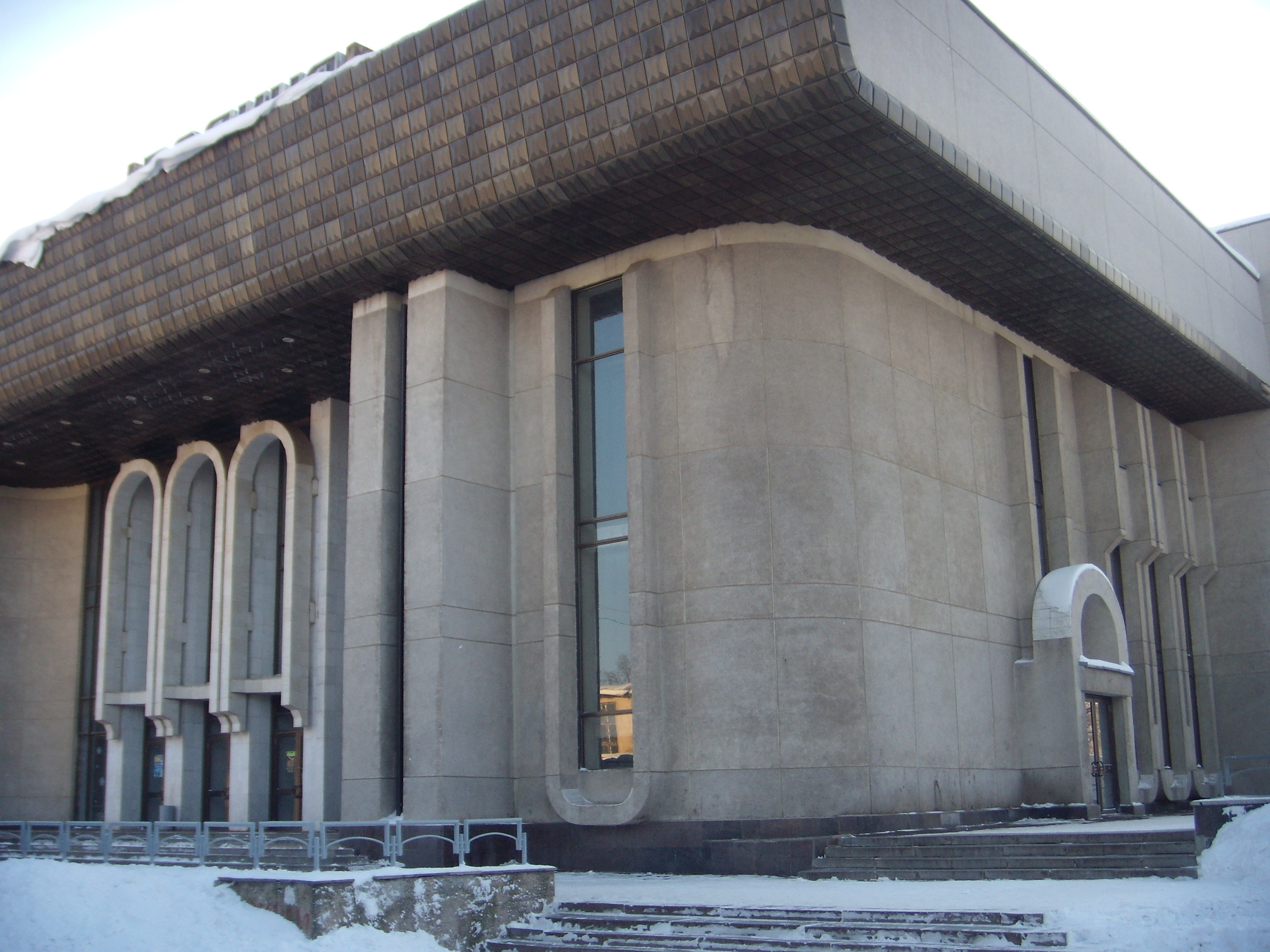
Дворец культуры «Родина»
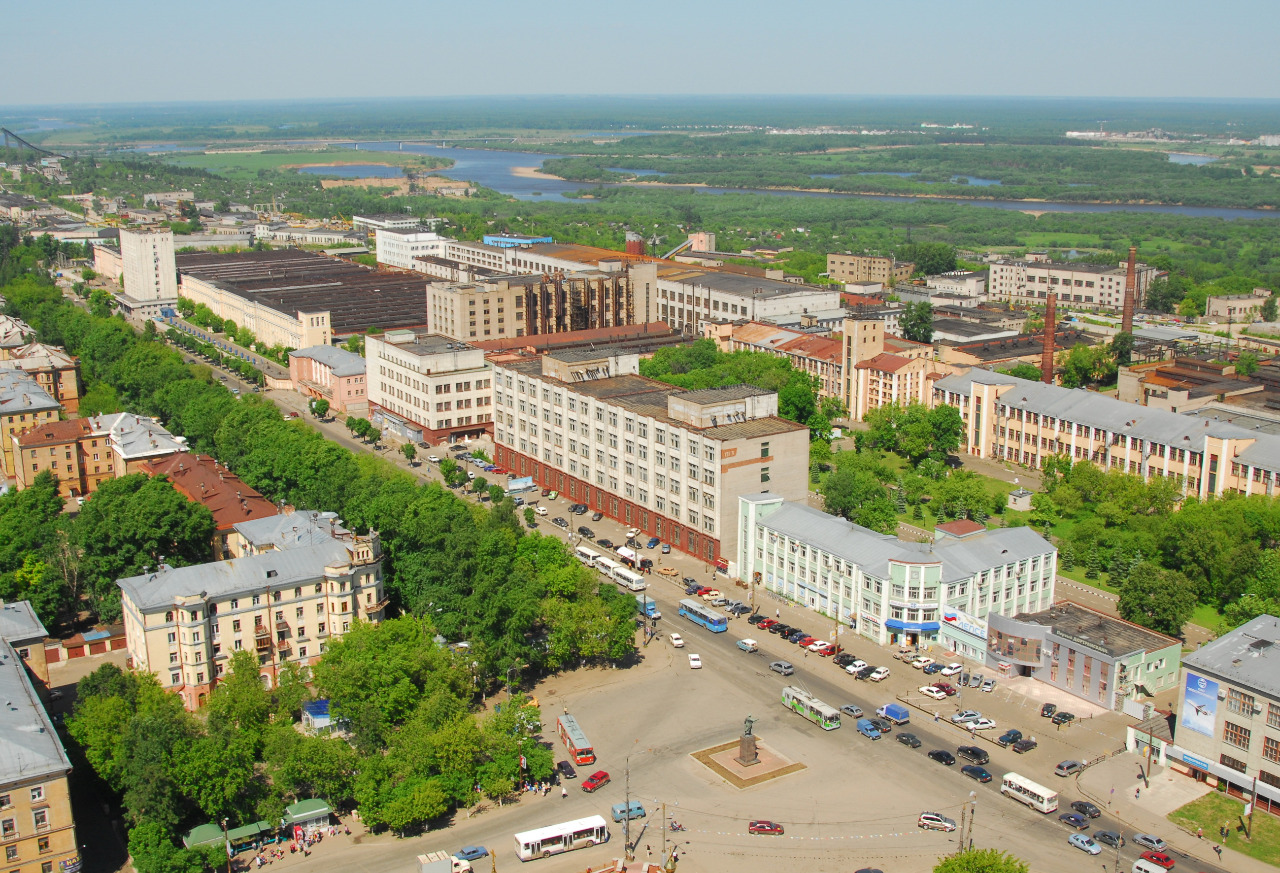
Завод и жилые дома микрорайона

К 1970-м годам был открыт филиал завода в Кирово-Чепецке, преобразованный в 1972 году в Кирово-Чепецкий электромашиностроительный завод.
В 1975 году на базе завода как головного предприятия было образовано Кировское электромашиностроительное производственное объединение (КЭМПО) имени Лепсе. 
В 1971 году директору завода А. С. Большеву было присвоено звание Героя Социалистического Труда за эффективную организацию серийного выпуска агрегатов к штурмовику Су-24. А в 1976 году орденом Трудового Красного Знамени было награждено производственное объединение имени Лепсе.
В 1972-87 годах предприятие в ведении 5-го главного управления Министерства авиационной промышленности, имело условное наименование «п/я М-5813».
1970-1980-е года ознаменовались для завода ростом и развитием производства, значительным расширением линейки продукции. Завод выпускал динамо-машины ДСФ-500, −650, ДСФИ-1000 (1937 год); генераторы: ГС-500, −850, −1500 (1937 год), ДОС-1, ДОС-2, ГС-10-350, −20-650, −30-1000, ДСФ-500 (1930-е), ГС-32-1000, ГТ-500 (ВОВ), ГС-12Т, СГО-8ТФ (1983 г.); электромоторы: для бензопомпы МП 24/225 (1937 год), МУ-30, −50, −100, −1000 (годы ВОВ); распределительную коробку РК-34 (1937 год); преобразователь тока ПО-550 (1941 год), ПО-750 (1983 год); магнето БСМ-14 (годы ВОВ); радиоумформеры: РУН-10, −120 (1934 год), РМ-2, −3, −5, −7, −8, РУК-300 (1930-е), РУ-11Б, РУ-45Б (годы ВОВ); механизмы дистанционного управления: АП-1, ГРШ-1, УН-1, УР-2, УС-1, УТ-1, УТ-3 (годы ВОВ); крановые электромеханизмы МПК-31, МПК-34, МПК-40, МВД-4; магнитофоны: «Электроника-003С», «Олимп-003С, −004С, МПК-004С, МПК-005С, −006С, −700, −701, −702, А-400»; систему дистанционного управления «Олимп ДУ-005»; и многое другое.

### 1990-е

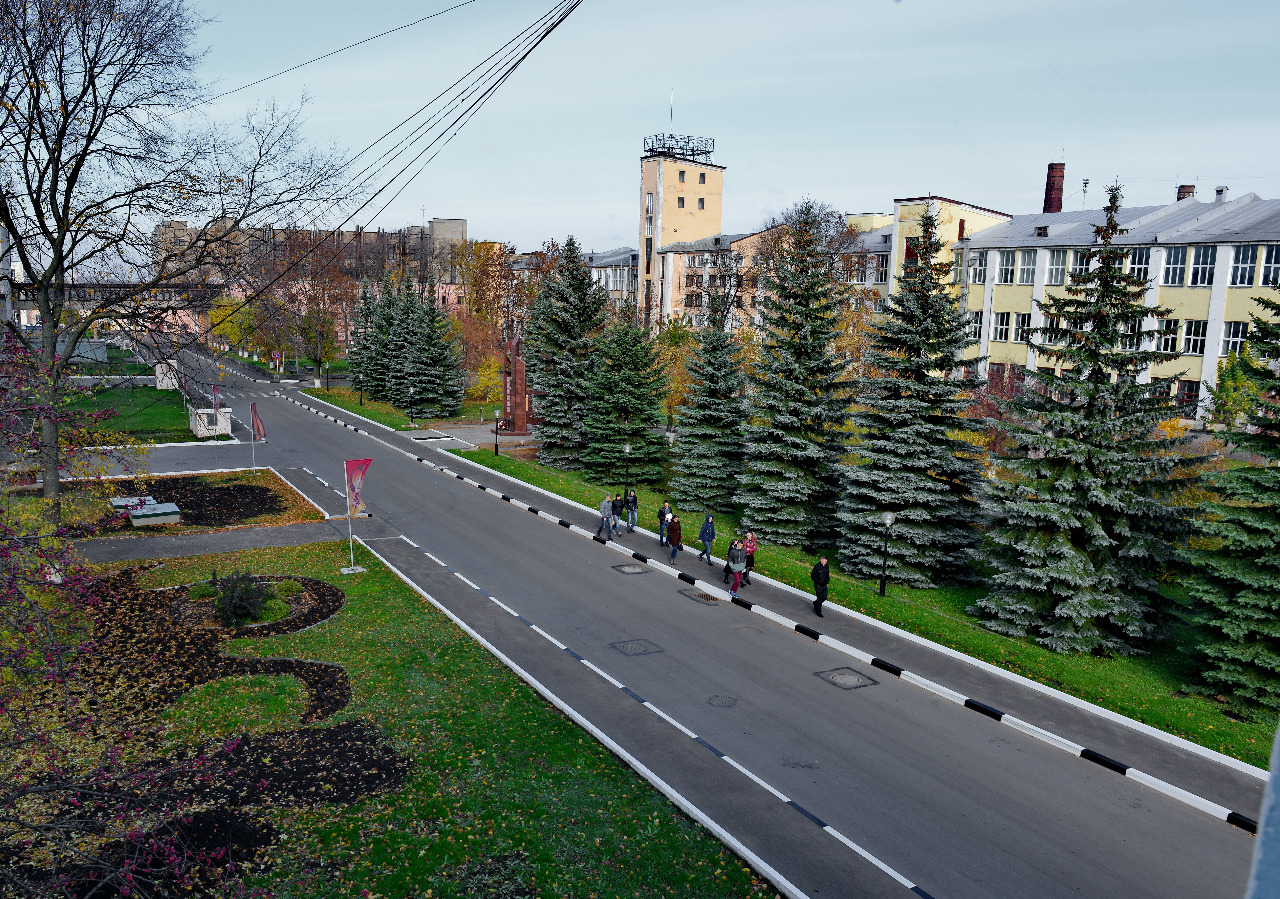
Территория завода

В 1990-е годы был сильно сокращён госзаказ, что отрицательно сказалось на экономическом состоянии предприятия.
В 1992 году предприятие было преобразовано в акционерное общество. Для борьбы с кризисом упор в развитии был сделан на гражданскую технику. Освоена электрическая кухонная техника, электронасосы, модернизирован магнитофон «Олимп». К 1997 году доля гражданской продукции выросла до 79 %.
В 1997 году генеральным директором «Лепсе» был избран Г. А. Мамаев. Экспорт продукции в 1997 году составил более 1 млн долларов США, и завод начал жить за счёт собственных средств.
В 1998-99 г. ЭМСЗ «Лепсе» — в ведении Департамента авиакосмической промышленности Минэкономики, в 2003 г. — в ведении РАКА. По решению правительства № 22-р от 9.01.2004 г. вошло в перечень стратегических предприятий. В соответствии с пост. Правительства № 96 от 20.02.2004 г. по пр. Минпромторга № 1828 от 3.07.2015 г. включено в реестр организаций ОПК. Действовало в ведении Минпромторга (2015 год).
Производство: авиационное электрическое (электродвигатели, генераторы, реле, электромеханизмы), электротепловое, электромагнитное оборудование, радиотехнические приборы. Электрооборудование для газовой и нефтедобывающей отраслей (2005 год); электростеклоподъемники для ВАЗ (2006 год). Предприятие принимало участие в разработке и создании самолёта Су-80 (разработаны исполнительные электромеханизмы привода рулей ИМПР-80) и переоборудовании экспортного Су-30МКИ.

## Продукция

### Авиационная техника
Завод является крупным производителем авиаоборудования. В номенклатуру выпускаемой продукции входит аппаратура автоматического управления регулирования и защиты, контакторы, реле, микровыключатели, электромашинные и статические преобразователи, пульты наземного контроля, электрогенераторы и стартер-генераторы, электродвигатели, вращательные, качательные и поступательные электромеханизмы.

### Железнодорожная техника
В ряду продукции железнодорожной тематики: электродвигатель ДБУ120-300-1,2-160-Д25, комплект аппаратуры управления и контроля стрелочным электроприводом АУК, насос НЦ-50, стопорное устройство СУ-4-24В и другие изделия.

### Нефтедобывающее оборудование
Завод выпускает нефтегазовое оборудование: высокооборотная среднедебетная погружная насосная установка для добычи нефти, газосепаратор, модуль гидрозащиты.

### Медицинская техника
Медицинские синтезаторы озона разных моделей, измеритель концентрации озона.

### Товары народного потребления

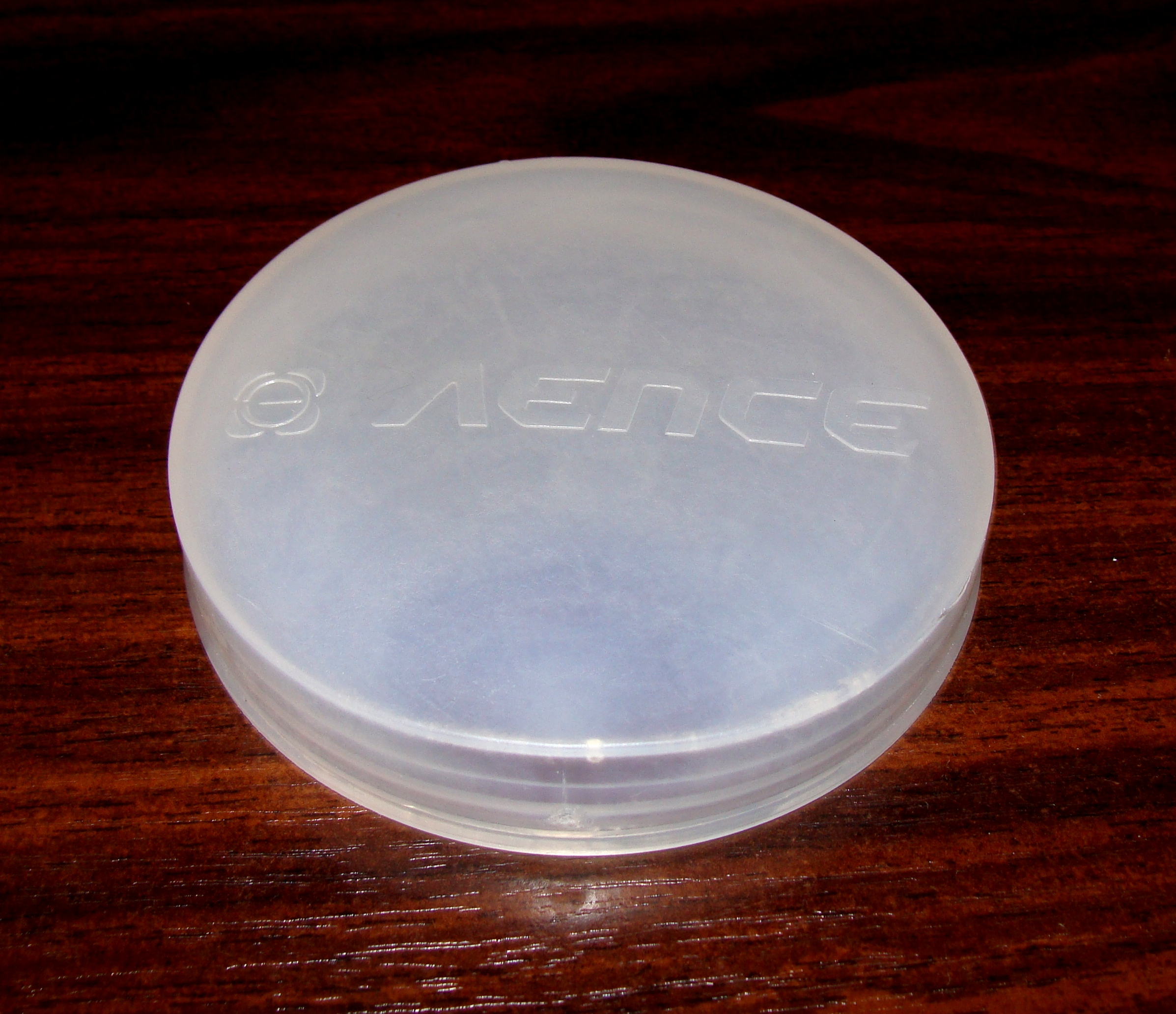
Крышка для банки производства завода

Шлифовальные машины, электрические ножницы по металлу, электромясорубки «Гамма-2» и «Гамма-7», трехдольные вибрационные насосы «Водолей-3».

## Партнёры
Среди заказчиков завода отмечены такие предприятия, как Казанский вертолётный завод, МиГ, Салют, завод «Сокол», НПО «Сатурн».

## Руководство
Генеральный директор — Мамаев, Геннадий Александрович.
Также в совет директоров входят Зазирная Галина Юрьевна, Мамаев Геннадий Александрович.
С 1955 по 1984 год должность директора электромашиностроительного завода им. Лепсе занимал Большев Александр Саввич (с 1976 года — генеральный директор КЭМПО им. Лепсе).